# Aart Glansdorp
Aart Glansdorp (Rotterdam, 3 juni 1903 – aldaar, 15 maart 1989) was een Nederlands schilder, tekenaar en academiedocent.

## Leven en werk
Glansdorp was een zoon van timmerman Aart Glansdorp en Maria Margaretha Groeneweg en oudere broer van de schilder Rien Glansdorp. Hij werd opgeleid aan de Academie van Beeldende Kunsten en Technische Wetenschappen in Rotterdam, als leerling van Alexander van Maasdijk en Herman Mees. Hij werkte overdag bij Jaap Gidding en ging 's avonds naar school, waar hij optrok met onder anderen Adriaan van der Plas, Hendrik Chabot en Pieter den Besten. Glansdorp won in 1920 de zilveren medaille voor handtekenen van de Academie, in 1923 rondde hij de opleiding af. Glansdorp tekende en schilderde met olie- en waterverf onder meer figuurvoorstellingen, portretten, stillevens en diervoorstellingen. Hij ontving drie maal de Koninklijke Subsidie voor Vrije Schilderkunst (1922-1924), won de zilveren medaille voor schilderkunst bij de Prix de Rome in 1925 en kreeg in datzelfde jaar de Willink van Collenprijs. Later werd hij nog onderscheiden met de Thérèse van Duyl-Schwartzeprijs (1926) en de Vrouwe Vigeliusprijs (1932). Scheen omschrijft hem als "belangrijk kunstenaar". Hij was bevriend met Clement Bezemer.

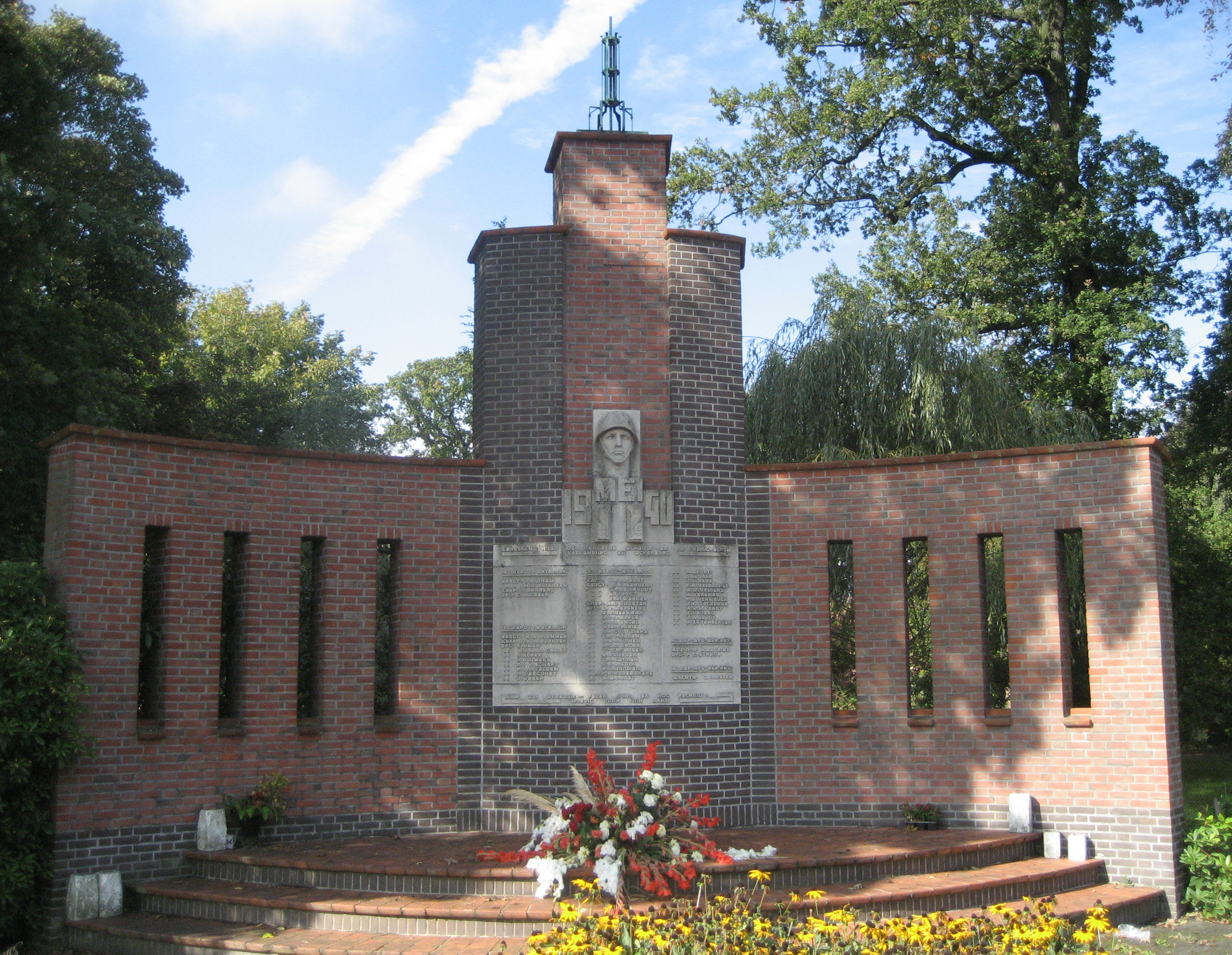
Monument aan de Haagsche Schouwweg (1940-1941), Leiden

Tijdens de Tweede Wereldoorlog maakte Glansdorp deel uit van het 15e depot-bataljon infanterie, dat bij Het Haagsche Schouw (Leiden) in mei 1940 streed tegen de bezetter. Hij ontwierp later dat jaar een oorlogsmonument, dat in april 1941 werd onthuld. De plaquette op het monument aan de Haagsche Schouwweg werd uitgevoerd door Gerard Hoppen.
Glansdorp was ruim 40 jaar docent aan de Rotterdamse Academie. Tot zijn leerlingen behoorden Nico Bekkum, Aart van Bennekum, Rien Bout, Leo Collard, Aart van Dalen, Henk Fortuin, Wim Graves Kooiman, Hans Hazenbroek, Jan van 't Hof, Jelle Hoogstra, Arno van Iperen, Piet Jabaay, Jim Karstel, Chris Leeflang, Han Meijdam, Basje Pot, Eve Pourquié, Benno Randolfi, Luuk Scholten, Ciano Siewert, Flor Silvester, Albert Slot, Hendrik Spetter, Cor Veelenturf, Leo Vierhout, Jan Visser (1903-1988), Henk de Vos, Everardus Warffemius en Fiep Westendorp.
Bij zijn afscheid als docent in januari 1967 ontving hij de penning van de Leuve, een van de penningen van de Rotterdamse Kunststichting en werd hij benoemd tot lid van verdienste van de Academie. In april 1967 volgde de benoeming tot ridder in de Orde van Oranje-Nassau.
Glansdorp overleed in 1989, op 85-jarige leeftijd. Hij was in 1927 getrouwd met Carolina Cornelia Pijnaken (1903-1989), die een aantal maanden na hem overleed.

## Werken (selectie)
- 1936 portret van prinses Juliana, als huwelijksgeschenk voor Juliana en Bernhard.
- 1940 ontwerp monument aan de Haagsche Schouwweg in Leiden.